# Incidente Sakuradamon (1860)

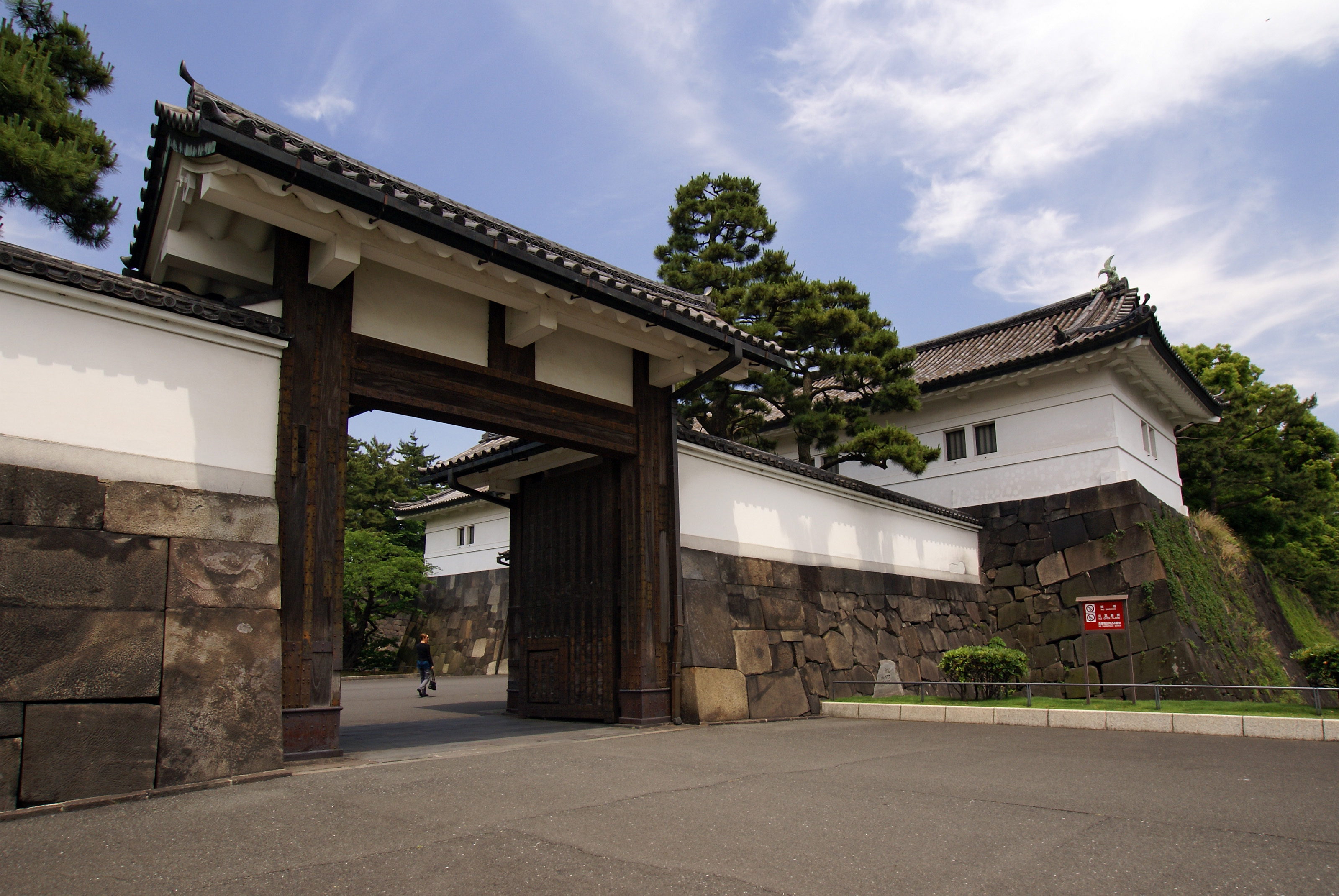
Actual portão Sakuradamon onde o samurai Ii Naosuke foi executado por decapitação.

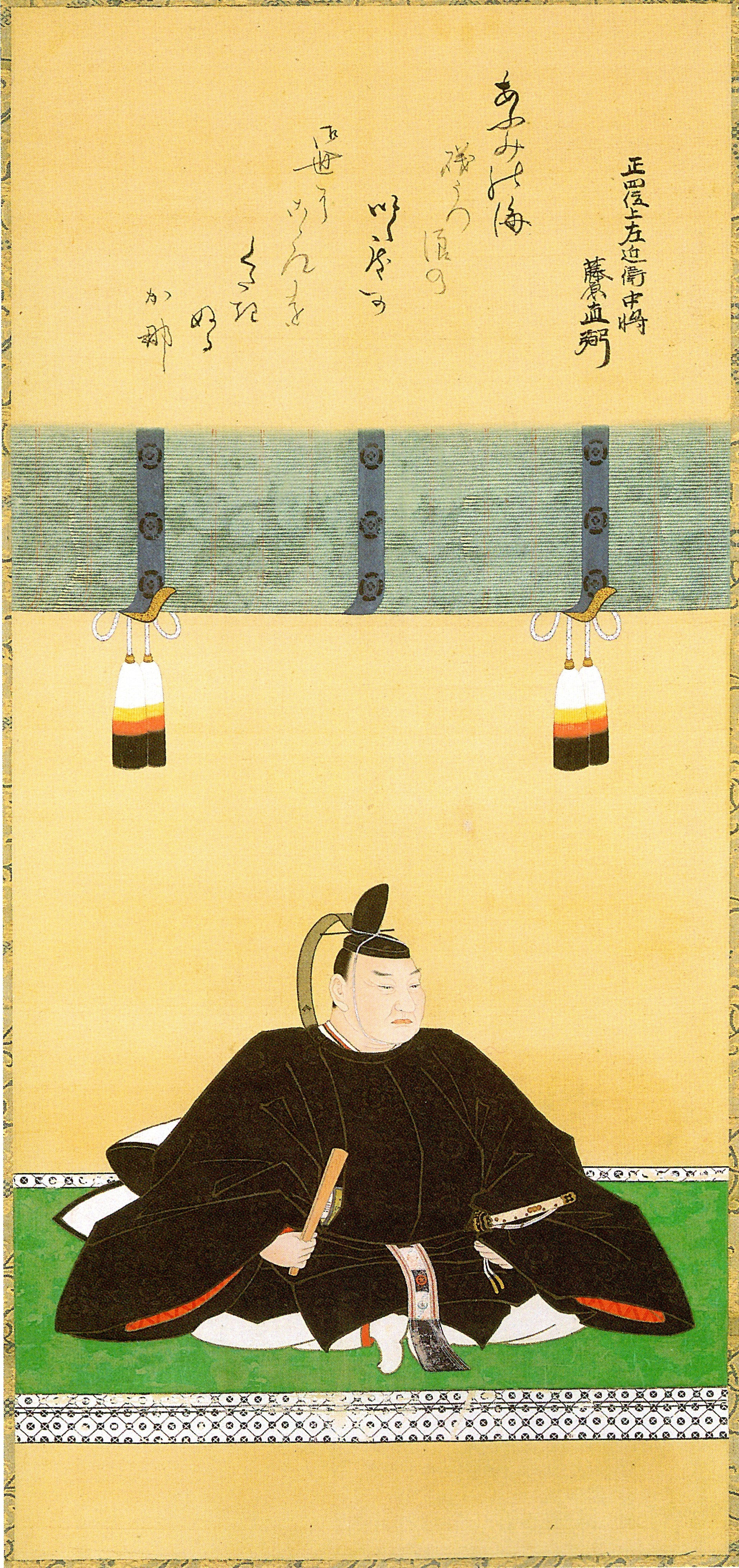
Em 1860, Ii Naosuke foi o conselheiro mais influente do shogunato.

Incidente Sakuradamon (桜田門外の変, Sakuradamon-gai no Hen) ou Sakuradamon no Hen (桜田門の変) ocorreu com o assassinato do ministro japonês Ii Naosuke (1815-1860) a 24 de março 1860, efectuado pela organização Ishin Shishi, onde um rōnin, atacou Ii fora do portão Sakurada do castelo Edo. Ii Naosuke possuía a assinatura no Tratado Harris sem o consentimento do imperador Komei, provocando a ira dos ativistas Sonno-Joi.